# 溝部村
溝部村（みぞべむら）は、大分県下毛郡にあった村。現在の中津市の一部にあたる。

## 地理
中摩殿山・釣鐘山の西、山国川上流域の山あいに位置していた。

## 歴史
- 1889年（明治22年）4月1日、町村制の施行により、下毛郡草本村、平小野村、吉野村、小屋川村が合併して村制施行し、溝部村が発足[1][2]。旧村名を継承した草本、平小野、吉野、小屋川の4大字を編成[2]。
- 1951年（昭和26年）4月1日、下毛郡三郷村、槻木村と合併し、山国村を新設して廃止された[1][2]。

### 地名の由来
村域が『太宰管内志』記載の山国三郷の溝部郷にあたるため。

## 産業
- 農業

### 鉱山
- 旭鉱山（金・銀）[2]
- 八幡鉱山（1935年開業）[2]